# Podział administracyjny Kościoła katolickiego w Gwatemali
Podział administracyjny Kościoła katolickiego w Gwatemali – w ramach Kościoła katolickiego w Gwatemali funkcjonują obecnie dwie metropolie, w których skład wchodzą dwie archidiecezje i dziesięć diecezji. Ponadto istnieje prałatura terytorialna i dwa wikariaty apostolskie podlegające bezpośrednio do Rzymu.
Jednostki administracyjne Kościoła katolickiego obrządku łacińskiego w Gwatemali:

## Metropolia Santiago de Guatemala
- archidiecezja Santiago de Guatemala
  - diecezja Escuintla
  - diecezja Jalapa
  - diecezja św. Franciszka z Asyżu w Jutiapa
  - diecezja Santa Rosa de Lima
  - diecezja Vera Paz
  - diecezja Zacapa y Santo Cristo de Esquipulas

## Metropolia Los Altos Quetzaltenango–Totonicapán
- archidiecezja Los Altos Quetzaltenango–Totonicapán
  - diecezja Huehuetenango
  - diecezja Quiché
  - diecezja San Marcos
  - diecezja Sololá–Chimaltenango
  - diecezja Suchitepéquez–Retalhuleu

## Diecezje podległe bezpośrednio doRzymu
- wikariat apostolski El Petén
- wikariat apostolski Izabal
- Prałatura terytorialna Santo Cristo de Esquipulas